# Sergei Jewgenjewitsch Ziwiljow

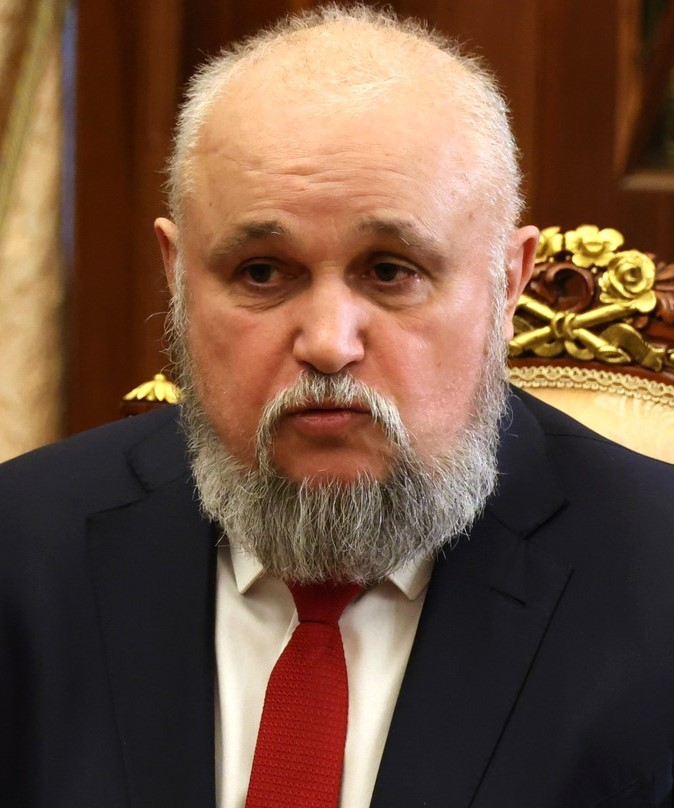
Sergei Ziwiljow (2023)

Sergei Jewgenjewitsch Ziwiljow (russisch Сергей Евгеньевич Цивилёв, englisch Sergey Tsivilyov; geboren am 21. September 1961 in Schdanow) ist ein russischer Politiker und seit 2024 der russische Energieminister.

## Leben
Von März bis April 2018 war Ziwiljow stellvertretender Gouverneur der Oblast Kemerowo für Industrie, Verkehr und Verbrauchermarkt. Am 1. April 2018 wurde er von Präsident Putin zum kommissarischen Gouverneur der Oblast ernannt. Als Kandidat von Einiges Russland wurde er bei der Gouverneurswahl am 9. September 2018 mit 81,29 % der Stimmen im Amt bestätigt. Mit 85,23 % der Stimmen wurde er bei der Gouverneurswahl 2023 wiedergewählt.
Seit dem 14. Mai 2024 ist er im Kabinett Mischustin II russischer Energieminister. Er ist Mitglied des Präsidiums im Staatsrat der Russischen Föderation. Seit Dezember 2018 ist er Mitglied der Partei Einiges Russland. Ziwiljow sitzt im Obersten Rat der Partei und gehört dort dem Präsidium an.

## Privates
2007 heiratete er Anna Putina, eine Nichte zweiten Grades von Wladimir Putin und seit 2024 als Anna Ziwiljowa stellvertretende russische Verteidigungsministerin. Sein politischer Aufstieg wurde durch dieses Verwandtschaftsverhältnis befördert.

## Auszeichnungen
- Orden der Freundschaft (2021)[1]
- Ehrenbürger der Oblast Kemerowo (2024)[1]